# Maioria
Maioria é um subconjunto de um grupo cujo número é superior à metade do grupo inteiro. Não deve ser confundido com pluralidade, que é um subconjunto que possui o maior número de partes. Uma pluralidade não se constitui necessariamente em maioria, visto que o maior subconjunto pode ser inferior à metade do grupo inteiro.
Por exemplo, num grupo hipotético de 40 atletas, existem: 15 jogadores de futebol; 10 velocistas; 9 maratonistas; e 6 mesa-tenistas. Neste grupo, a maioria consistiria de mais da metade do número de atletas, ou 21 atletas. O grupo de todos os esportes com bola (tem-se 21 ao somar os 15 futebolistas e os 6 mesa-tenistas) representa a maioria. Todavia, os futebolistas, 15 no total, representam uma pluralidade, não uma maioria.
Um erro comum é especificar a maioria como sendo "a metade mais um" ou "50% mais um". Isto resulta incorreto quando há um número ímpar de votos envolvidos. Quando existem 51 votos, a metade é 25,5. Então, são necessários somente 26 votos para constituir uma maioria, não 26,5 votos. Portanto, maioria seria o primeiro número inteiro após a metade.

## Regras parlamentares

### Brasil
Nas regras parlamentares a respeito da condução dos assuntos legislativos, o termo "maioria" significa "mais da metade". Como isso se refere aos votantes presentes, a maioria simples significa metade dos votantes presentes à sessão, arredondado para baixo, mais um.[carece de fontes?] Na maioria absoluta, é necessária a presença de metade de todos os membros do parlamento, arredondado para baixo, mais um.[carece de fontes?] A maioria qualificada é exigida em votações especiais (de emendas constitucionais, por exemplo), significando aí que para a aprovação, são necessários os votos de três quintos da Câmara dos Deputados e do Senado Federal, em dois turnos de votação.